# Luis Moreno Ocampo
Luis Moreno Ocampo, a volte scritto Luis Moreno-Ocampo (Buenos Aires, 4 giugno 1952), è un magistrato e avvocato argentino. Acquisì notorietà come uno dei principali fautori del processo di transizione democratica dell'Argentina dopo la caduta del regime militare nel 1983, e si affermò successivamente a livello internazionale per il rigore della sua azione requirente nei confronti di imputati accusati di gravi crimini contro l'umanità. 
Nel 1985, assunse l’incarico di Procuratore Aggiunto nel processo contro la Giunta Militare Argentina, durante il quale per la prima volta vennero chiamati a rispondere dinanzi a un tribunale civile i massimi responsabili della dittatura che governò l’Argentina tra il 1976 e il 1983. Si dedicò in seguito all’attività professionale nel settore privato e alla promozione della trasparenza istituzionale e della governance democratica, sia in ambito nazionale che internazionale. Dal 2003 al 2012 ha ricoperto per primo la carica di Procuratore Capo della Corte Penale Internazionale, formalmente operativa dal 1º luglio 2002. In tale veste, gli fu affidato il compito di istituire ex novo l’Ufficio del Procuratore. L’Ufficio da lui guidato esaminò complessivamente 17 situazioni giurisdizionali differenti e avviò indagini formali in 7 stati e riuscì ad ottenere l'incriminazione per crimini contro l’umanità di tre capi di Stato: il presidente sudanese Omar al-Bashir, il presidente della Costa d’Avorio Laurent Gbagbo  e il leader libico Muʿammar Gheddafi. 

## Biografia

### Formazione e primi incarichi professionali
Luis Moreno Ocampo nacque nel 1952 e si laureò in giurisprudenza presso l’Università di Buenos Aires nel 1978. Tra il 1980 e il 1984 ricoprì la funzione di assistente del Procuratore Generale della Repubblica Argentina. In questo periodo si affermò per la sua attività in qualità di procuratore presso la Comisión Nacional sobre la Desaparición de Personas, guadagnando gran parte della propria notorietà nel 1985 grazie al Processo contro la Giunta Militare Argentina, il primo grande procedimento giudiziario che chiamò a rispondere nove dei massimi esponenti della dittatura argentina per crimini commessi durante la dittatura che resse il paese dal 1976 al 1983. In tale procedimento, egli guidò il team che analizzò oltre 10 000 casi di presunte violazioni dei diritti umani e ne selezionò circa 700, arrivando a presentare a processo circa 2 000 testimoni.

### Attività giudiziaria negli anni ’80 e ’90
Nel 1986 fu pubblico ministero nel processo contro nove membri della polizia argentina, tra cui il generale Ramón Camps, ritenuto responsabile, durante la Guerra Sporca, della sparizione di almeno 5.000 persone, presumibilmente legate a movimenti marxisti o comunque di sinistra.
Nel gennaio del 1987 prese parte alle operazioni congiunte con le autorità statunitensi per estradare il generale Guillermo Suárez Mason, alto ufficiale del regime militare argentino, il quale, a seguito del ripristino della democrazia nel Paese nel 1983, si era sottratto alla giustizia rifugiandosi clandestinamente negli Stati Uniti. Suárez Mason fu arrestato in California e successivamente estradato a Buenos Aires il 9 maggio 1988, per poi essere sottoposto a processo sotto accusa di crimini contro l'umanità. Una volta condannato, gli fu concessa la grazia nel 1990 dal presidente Carlos Menem. Rifugiatosi in California, venne nuovamente estradato nel 1995 e sottoposto a procedimento penale, sempre sotto la direzione di Ocampo, con l'accusa di crimini contro l'umanità.
Nel periodo compreso tra il 1988 e il 1991, Ocampo fu pubblico ministero nei procedimenti penali instaurati nei confronti degli alti comandi delle Forze Armate argentine, imputati per la partecipazione ai tentativi di golpe militare noti come carapintadas, susseguitisi tra il 1987 e il 1990 in opposizione al consolidamento dell’ordine democratico.
Negli stessi anni, condusse l'accusa contro i vertici militari argentini per la conduzione della Guerra delle Falkland. Nell’atto d’accusa, imputò all’ex generale e dittatore Leopoldo Galtieri, al brigadiere Basilio Lami Dozo e all’ammiraglio Jorge Anaya di aver deliberatamente impiegato le forze armate per l’occupazione delle isole, ignorando la netta inferiorità militare rispetto al Regno Unito.

### Attività nel privato
Abbandonò nel 1992 la magistratura argentina per dedicarsi all’attività professionale privata, fondando insieme al collega Hugo Wortmann Jofré lo studio legale, con sede a Buenos Aires. Lo studio si specializzò in diritto penale, programmi di controllo della corruzione per grandi organizzazioni, tutela dei diritti umani e nell’adozione di tecniche alternative di risoluzione delle controversie in ambito imprenditoriale. Tra i casi di pubblico interesse gestiti si annoverano la rappresentanza delle vittime nel procedimento di estradizione di Erich Priebke, ex ufficiale nazista, nel 2001, e nel processo contro un agente della polizia segreta cilena accusato dell’omicidio di Carlos Prats, nel 2002.
Svolse inoltre il ruolo di Private Inspector General per importanti gruppi privati, promuovendo programmi di trasparenza presso enti pubblici argentini.

### Attività associativa, sociale e accademica
Tra il 1988 e il 1990, svolse attività di ricerca presso il Centro de Estudios de Estado y Sociedad (CEDES), partecipando a un progetto interdisciplinare sul rapporto tra diritti umani e consolidamento democratico in Argentina. 
Sin dal 1990 fornì consulenza alla Banca Mondiale, alla Banca Interamericana di Sviluppo ed alle Nazioni Unite, assistendo anche diversi governi latinoamericani (tra cui quelli di Repubblica Dominicana, Bolivia, Venezuela e Perù) nell’elaborazione e nell’attuazione di programmi di controllo della corruzione.
In ambito accademico, dal 1992 Luis Moreno Ocampo è professore associato di diritto penale presso l’Università di Buenos Aires ed ha svolto in ripetute occasioni attività didattica e seminariale presso alcune prestigiose istituzioni accademiche, tra cui Yale, Harvard, Stanford, New York, Gerusalemme, Columbia.
Nel 1997 ha ideato e condotto il programma televisivo Forum, concepito per promuovere presso il grande pubblico strumenti di risoluzione alternativa dei conflitti, arrivando a raggiungere un’audience quotidiana stimata in circa un milione di spettatori.

### Attività presso la Corte Internazionale
Il 16 giugno 2003 fu eletto all’unanimità Procuratore Capo della Corte Penale Internazionale, istituita il 1º luglio 2002 con il mandato di perseguire crimini internazionali. Nel corso del decennio di mandato, conclusosi nel 2012, Moreno Ocampo ebbe l’incarico di costituire e dirigere ex novo l’Ufficio del Procuratore, definendo le strategie per l’apertura di indagini e processi in diversi contesti giurisdizionali. Sotto la sua guida, la Procura avviò indagini formali in sette paesi, tra cui la Repubblica Democratica del Congo, l'Uganda, la Repubblica Centrafricana, il Kenya e la Costa d'Avorio, oltre che la regione sudanese del Darfur ed la Libia su richiesta del Consiglio di Sicurezza delle Nazioni Unite. Complessivamente, furono avviati definitivamente 3 processi e furono imputate 31 persone. Con Ocampo alla Procura, la Corte condannò per crimini contro l’umanità di tre capi di Stato: il presidente sudanese Omar al-Bashir, il presidente della Costa d’Avorio Laurent Gbagbo  e il leader libico Muʿammar Gheddafi  e avviò indagini formali sui crimini commessi dall’Esercito di Resistenza del Signore in Uganda, nella regione sudanese del Darfur e nella Repubblica Democratica del Congo. Alla fine del mandato nel 2012, Moreno-Ocampo cedette il proprio incarico a Fatou Bensouda, dando fine a un ciclo di istituzionalizzazione dell’Ufficio del Procuratore.